# Plagiobasis centauroides
Plagiobasis es un género monotípico de plantas con flores de la familia de las asteráceas.  Su única especie, Plagiobasis centauroides, es originaria de Asia.

## Descripción
Son hierbas que alcanzan un tamaño de 20-60 (-80) cm de altura. El tallo erecto, poco ramificado encima de la mitad, glabro estriado. Las hojas gruesas, el margen glabro, marcadamente dentadas. Hojas basales pecioladas, pecíolo de 2-5 cm, limbo elíptico a obovado, 4-6 x 1,5-2 cm, base atenuada, ápice obtuso a agudo. Hojas del tallo sésiles, oblongas a lanceoladas, base cuneada a redondeada, ápice agudo. Pocos capiteles, corimbosos a paniculados y laxos. Involucro globoso a veces ovado, de 1-2.5 cm de diámetro. Filarios en 4 o 5 filas, verde y amarillo-verde, ápice de cuero, a veces con tinte de color púrpura o con una mancha oscura triangular o semilunar; brácteas exteriores y medios suborbiculares, ovadas, u oblongas, 5-15 × 4-7 mm,  ápice redondeado; filarios interior y más internos elípticos a linear-lanceolados, de 15-19 x 1,5-5 mm. Corola de 1.6-2 cm. Aquenio café, estrechamente elipsoide-cilíndrico, de 5-6 × 1-1,5 mm, esparcidamente pubescente y glabrescentes, no estriada, ápice redondeados. Vilanos blancos, de 5-7 mm. Fl. y fr. Julio-octubre.

## Distribución y hábitat
Las zonas áridas, zonas de grava, a una altitud de 800 metros, en Xinjiang (Junggar Pendi, Tian Shan) en China y en Kazajistán y Kirguistán.

## Taxonomía
Plagiobasis centauroides fue descrita por Alexander Gustav von Schrenk  y publicado en  Bulletin de la Classe Physico-Mathématique de l'Académie Impériale des Sciences de Saint-Pétersbourg 3: 109. 1845.
Sinonimia
- Plagiobasis dshungaricus Iljin